# Михалич (област Хасково)
 За другото българско село вижте Михалич (Област Варна).  
Михалич е село в Южна България. То се намира в община Свиленград, област Хасково. До селото е известната Скална църква при с. Михалич паметник на културата с национално значение, датирана е от 10 век – епохата на Цар Симеон Велики и единствената в България с уникалната триконхална форма.

## География
Село Михалич се намира в Сакар планина на около 25 километра североизточно от Свиленград.

## История
До 1913 г. селото е имало 66 български къщи, унищожени 1913 г. от фанатизирани мюсюлмански башибозушки орди и редовна турска войска.

## Културни забележителности
До селото е известната Скална църква при с. Михалич паметник на културата с национално значение, датирана е от 10 век – епохата на Цар Симеон Велики и единствената в България с уникалната триконхална форма.

## Редовни събития
Всяка година за здраве се прави курбан с агне и се събират хората от селото. Легендата разказва, че преди 7 века имало традиция на всеки Великден хората да отиват да се помолят и след това правели курбан със сърна.